# Scogli Sant'Anna
Gli scogli Sant'Anna formano un gruppo di scogli dell'Italia, in Campania.